# 1957年女子バスケットボール世界選手権
1957年女子バスケットボール世界選手権は、1957年にブラジルのリオデジャネイロ市で行われた第2回女子バスケットボール世界選手権。
アメリカが第1回大会から2連覇を果たした大会であった。

## 最終結果
| 1957年世界選手権 優勝国:    |
| --------------------------- |
| アメリカ合衆国 2年連続2回目 |

| 順位 | 国               |
| ---- | ---------------- |
| 2    | ソビエト連邦     |
| 3    | チェコスロバキア |
| 4    | ブラジル         |
| 5    | ハンガリー       |
| 6    | パラグアイ       |
| 7    | チリ             |
| 8    | メキシコ         |
| 9    | アルゼンチン     |
| 10   | オーストラリア   |
| 11   | ペルー           |
| 12   | キューバ         |